# Piroserű hálóslevél

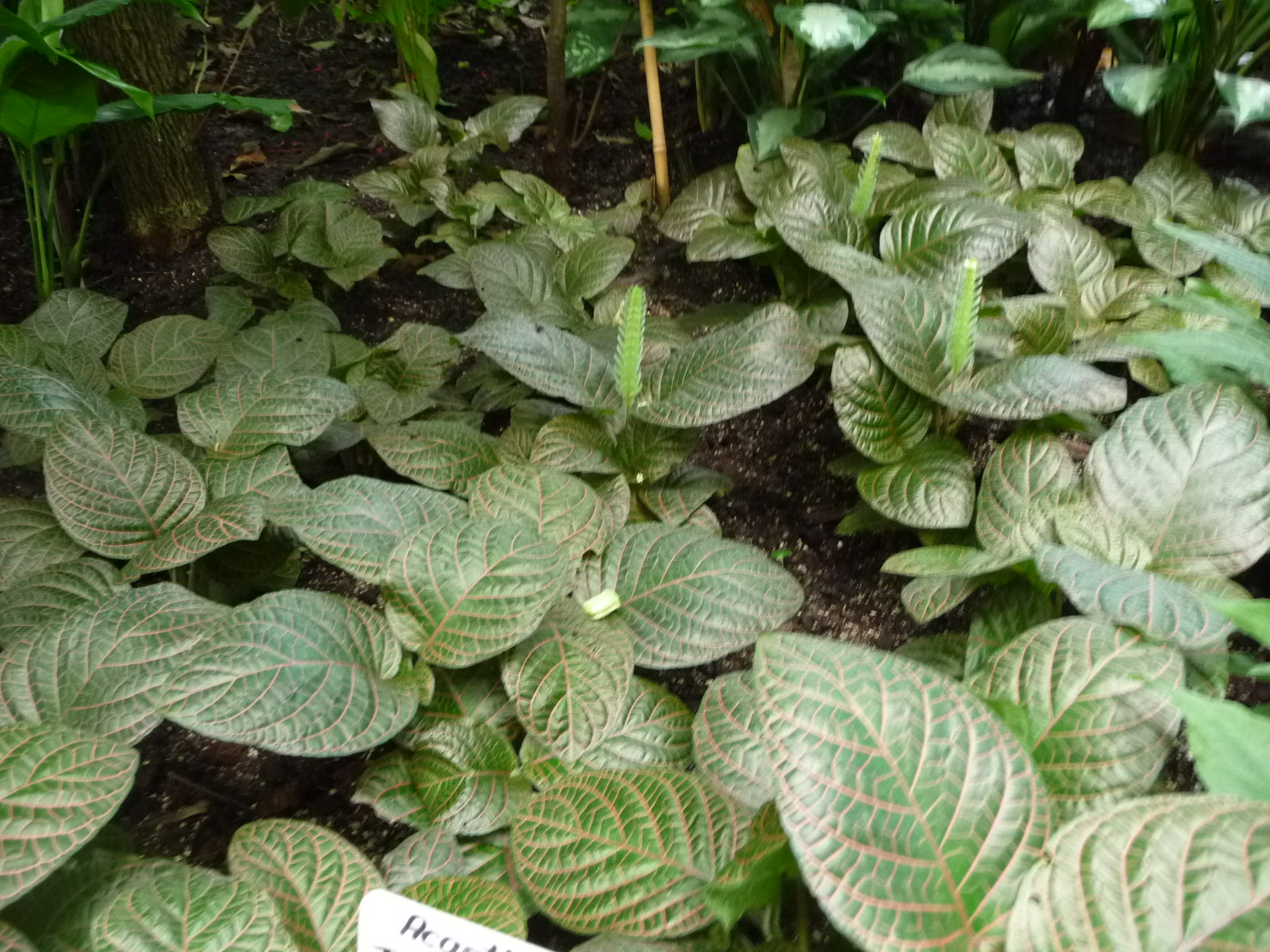
Fittonia verschaffeltii 'Pearcei'

A piroserű hálóslevél (Fittonia albivenis) az ajakosvirágúak (Lamiales) rendjébe tartozó medvekörömfélék (Acanthaceae) családjában a hálóslevél (Fittonia) nemzetség legismertebb faja. Korábbi tudományos nevén (Fittonia verschaffeltii) a nemzetség típusfaja. A „verschaffeltii” név egy belga kertésznek állít emléket.

## Származása, elterjedése
Hazája Dél-Amerika északi része: Kolumbia, Ecuador, Peru és Észak-Brazília. A 19. század közepén, akkor még Adelaster albivensis néven hozták át Belgiumba.

## Megjelenése, felépítése
Apró termetű, lágyszárú növény.
Széles tojásdad, 7–10 cm-es levelei és hajtásai is szőrösek. A levelek rózsaszín (ritkábban: fehér) erezete mutatós. Leveleinek felületén rendkívül apró, csak mikroszkóp alatt látható fénygyűjtő lencsék alakultak ki (egy-egy növényen akár több millió is); ezzel a különleges módszerrel biztosítva az fotoszintézishez szükséges energiát az őserdő aljnövényzetében. Az összegyűjtött fény a levél bőrszövetének sejtjein át jut el a klorofillt tartalmazó sejtekbe. A plazmaáramlás állandóan mozgatja a klorofill-testecskéket, így előbb-utóbb mindegyiknek jut a fényből.
Apró, sárgásfehér virágai fürtökben állnak a felálló kocsányokon, zöld takarólevelek között.

## Életmódja, termőhelye
Talajlakó. Terülő: gyökerei sekélyen futnak, elfekvő hajtásai könnyen legyökeresednek. Eredeti környezetében az Andok lejtőinek erdeiben nő, szinte teljes árnyékban. Ebből adódóan a tűző napot nem tűri. Rendkívül hőérzékeny: 16 °C alatt elpusztul; legjobban a 20–24 °C közötti hőmérsékletet kedveli. Minél színesebb a növény levele, annál több fényt igényel, de a tűző napon megperzselődik.
Vízigényes, de a pangó vizet nem viseli: a túlöntözéstől levelek besodródnak és elpusztulnak. A huzatos helyeket sem szereti. Páraigényes örökzöld, ezért leveleit naponta permetezni kell. Száraz levegőn a levelek elfonnyadnak.
Magról és dugványról is szaporítják – dugványról gyakrabban. Hajtásai virágzáskor megnyúlnak, és ilyenkor gyakran eldobálják leveleiket – az ilyen hajtásokat célszerű kitörni; egyúttal dugványozásra is alkalmasak. A kitört hajtást vízbe, homokba, tőzegbe vagy tőzeg-perlit keverékbe dughatjuk le.
Jellegtelen virágai tavasszal és nyáron, kalászban nyílnak.

## Felhasználása
Mutatós, rózsaszínnel erezett levelei miatt kedvelt dísznövény.

## Kártevői
Fiatal hajtásait előszeretettel támadják meg a takácsatkák(?) és a levéltetvek. Állandó kártevője a pinceászka.

## Fajták, változatok
- 'Argyroneura' — levele fehéren erezett világoszöld;
- 'Miniature Variegated' — törpe növésű, zöld-rózsaszín;
- 'Argyroneura minima' — törpe növésű, zöld-fehér;
- 'Argyroneura Black Emerald' — sötétzöld levelű;
- 'Rubrovenosa Pink' — sötétzöld levelű vörös erezettel;
- 'Kings Cross' — apró, kompakt habitusú, extravagáns küllemű: csaknem fehér, erősen hullámos peremű leveleit sötétzöld szegély övezi. A törzsváltozatnál jóval igénytelenebb, nyáron gond nélkül szabadban tartható. 2007 őszén került piacra; mára az egyik legkedveltebb változat.
- 'Pearcei'